# Olympische Winterspiele 2010/Teilnehmer (Tschechien)
| Gelbes Symbol für Goldmedaillen mit stilisierten Olympischen Ringen | Graues Symbol für Silbermedaillen mit stilisierten Olympischen Ringen | Braundes Symbol für Bronzemedaillen mit stilisierten Olympischen Ringen |
| ------------------------------------------------------------------- | --------------------------------------------------------------------- | ----------------------------------------------------------------------- |
| 2                                                                   | —                                                                     | 4                                                                       |

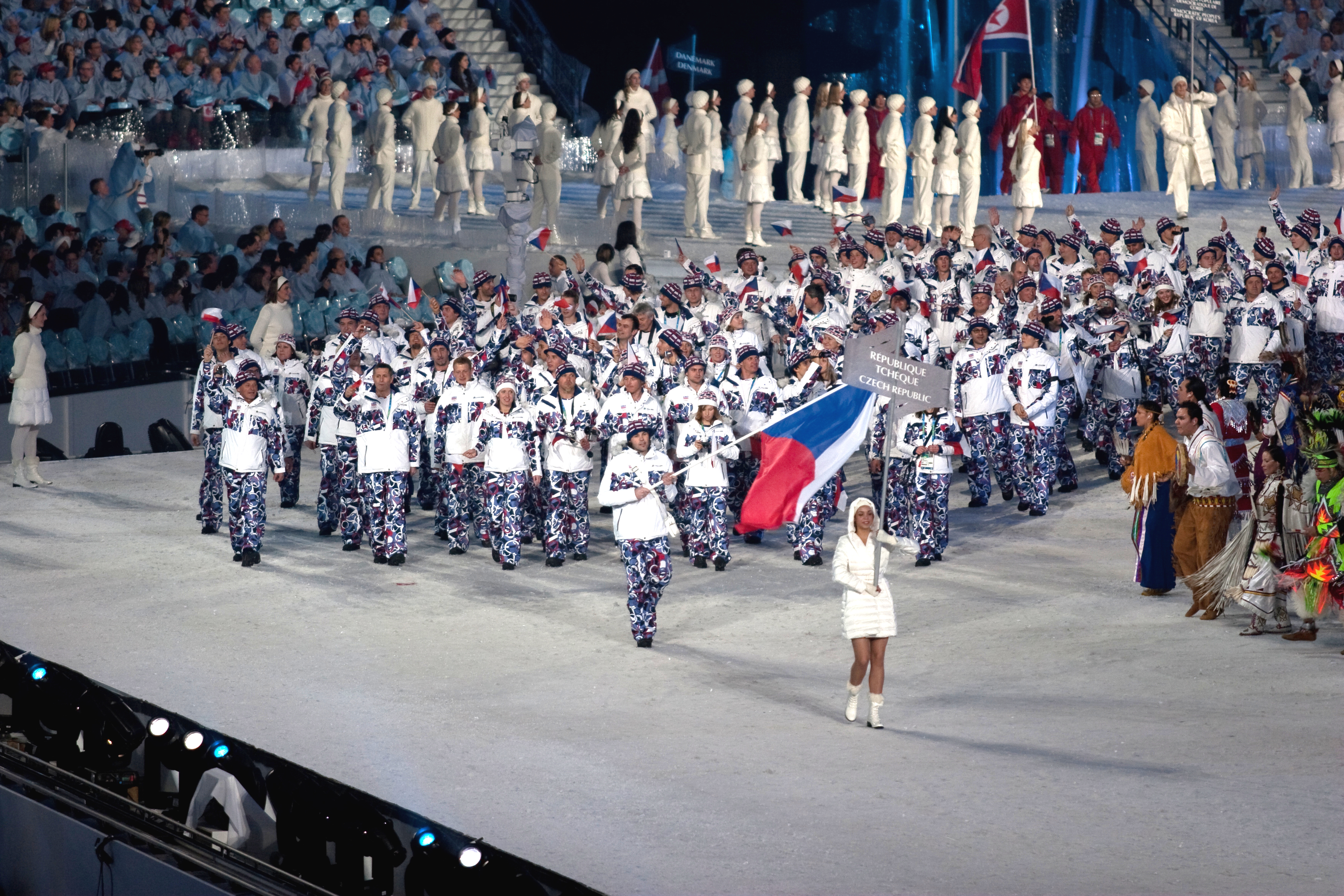
Einmarsch der tschechischen Delegation

Tschechien nahm an den Olympischen Winterspielen 2010 im kanadischen Vancouver mit 92 Sportlern in 13 Sportarten teil.

## Medaillengewinner

### Gold
| Name              | Sportart       | Wettkampf |
| ----------------- | -------------- | --------- |
| Martina Sáblíková | Eisschnelllauf | 3000 m    |
| Martina Sáblíková | Eisschnelllauf | 5000 m    |

### Bronze
| Name                                                | Sportart       | Wettkampf           |
| --------------------------------------------------- | -------------- | ------------------- |
| Lukáš Bauer                                         | Skilanglauf    | 15 km Freistil      |
| Martina Sáblíková                                   | Eisschnelllauf | 1500 m              |
| Šárka Záhrobská                                     | Ski Alpin      | Slalom              |
| Lukáš Bauer, Martin Jakš, Martin Koukal, Jiří Magál | Skilanglauf    | Staffel (4 × 10 km) |

## Teilnehmer nach Sportarten

### Biathlon
| Männer - Roman Dostál - Ondřej Moravec - Jaroslav Soukup - Michal Šlesingr - Zdeněk Vítek | Frauen - Magda Rezlerová - Gabriela Soukalová - Zdeňka Vejnarová - Veronika Vítková - Veronika Zvařičová |

### Bob
Männer
- Martin Bohmann
- Ivo Danilevič
- Jan Kobián
- Ondřej Kozlovský
- Jan Stokláska
- Dominik Suchý
- Miloš Veselý
- Jan Vrba

### Eishockey
Männer
Torhüter:
- Ondřej Pavelec (Atlanta Thrashers)
- Jakub Štěpánek (HC Vítkovice Steel)
- Tomáš Vokoun (Florida Panthers)

Verteidiger:
- Miroslav Blaťák (Salawat Julajew Ufa)
- Jan Hejda (Columbus Blue Jackets)
- Tomáš Kaberle (Toronto Maple Leafs)
- Filip Kuba (Ottawa Senators)
- Pavel Kubina (Atlanta Thrashers)
- Zbyněk Michálek (Phoenix Coyotes)
- Roman Polák (St. Louis Blues)
- Marek Židlický (Minnesota Wild)

Stürmer:
- Petr Čajánek (SKA Sankt Petersburg)
- Roman Červenka (HC Slavia Prag)
- Patrik Eliáš (New Jersey Devils)
- Martin Erat (Nashville Predators)
- Tomáš Fleischmann (Washington Capitals)
- Martin Havlát (Minnesota Wild)
- Jaromír Jágr (HK Awangard Omsk)
- David Krejčí (Boston Bruins)
- Milan Michálek (Ottawa Senators)
- Tomáš Plekanec (Canadiens de Montréal)
- Tomáš Rolinek (HK Metallurg Magnitogorsk)
- Josef Vašíček (Lokomotive Jaroslawl)

### Eiskunstlauf
Herren
| Athleten       | Kurzprogramm | Kurzprogramm | Kür    | Kür  | Punkte | Rang |
| Athleten       | Punkte       | Rang         | Punkte | Rang | Punkte | Rang |
| -------------- | ------------ | ------------ | ------ | ---- | ------ | ---- |
| Michal Březina | 78,80        | 9.           | 137,93 | 11.  | 216,73 | 10.  |
| Tomáš Verner   | 65,32        | 19.          | 119,42 | 17.  | 184,74 | 19.  |

Eistanz
| Athleten                     | Pflichttanz | Pflichttanz | Originaltanz | Originaltanz | Kürtanz | Kürtanz | Punkte | Rang |
| Athleten                     | Punkte      | Rang        | Punkte       | Rang         | Punkte  | Rang    | Punkte | Rang |
| ---------------------------- | ----------- | ----------- | ------------ | ------------ | ------- | ------- | ------ | ---- |
| Kamila Hájková/David Vincour | 23,19       | 22.         | 40,54        | 22.          | 70,08   | 21.     | 133,81 | 21.  |

### Eisschnelllauf
Frauen
- Karolína Erbanová
1000 m: 12. Platz
- Martina Sáblíková
3000 m: Gold 
5000 m: Gold

### Freestyle-Skiing
| Männer - Tomáš Kraus (Skicross) - Zdeněk Šafář (Skicross) - Lukáš Vaculík (Moguls) | Frauen - Martina Konopová (Aerials) - Nikola Sudová (Moguls) - Šárka Sudová (Moguls) - Tereza Vaculíková (Moguls) |

### Rennrodeln
Männer
- Jakub Hyman
- Ondřej Hyman
- Luboš Jíra
- Matěj Kvíčala

### Nordische Kombination
Männer
- Pavel Churavý
- Miroslav Dvořák
- Tomáš Slavík
- Aleš Vodseďálek

### Shorttrack
Frauen
- Kateřina Novotná

### Ski Alpin
| Männer - Ondřej Bank Super-Kombination: 7. Platz Slalom: 11. Platz Riesenslalom: 17. Platz Abfahrt: 30. Platz - Kryštof Krýzl Super-Kombination: 17. Platz Riesenslalom: 23. Platz Abfahrt: 40. Platz Slalom: ausgeschieden im ersten Durchgang - Filip Trejbal Super-Kombination: 28. Platz Riesenslalom: 39. Platz Abfahrt: 57. Platz Slalom: ausgeschieden im ersten Durchgang - Martin Vráblík Super-Kombination: 31. Platz Slalom: ausgeschieden im ersten Durchgang Riesenslalom: ausgeschieden im ersten Durchgang Super-G: disqualifiziert - Petr Záhrobský Super-G: 34. Platz Abfahrt: 36. Platz | Frauen - Klára Křížová Super-G: 29. Platz Abfahrt: 37. Platz - Šárka Záhrobská Slalom: Bronze Super-Kombination: 7. Platz Abfahrt: 27. Platz Riesenslalom: im zweiten Durchgang nicht gestartet - Petra Zakouřilová Slalom: ausgeschieden im ersten Durchgang Riesenslalom: ausgeschieden im ersten Durchgang |

### Skilanglauf
| Männer - Lukáš Bauer 15 km Freistil: Bronze 30 km Doppelverfolgung: 7. Platz 4 × 10 km Staffel: Bronze 50 km Massenstart (klassisch): 12. Platz - Martin Jakš 15 km Freistil: 29. Platz 30 km Doppelverfolgung: 27. Platz 4 × 10 km Staffel: Bronze - Martin Koukal 15 km Freistil: 18. Platz 30 km Doppelverfolgung: abgebrochen Teamsprint (Freistil): 6. Platz 4 × 10 km Staffel: Bronze - Dušan Kožíšek Teamsprint (Freistil): 6. Platz - Jiří Magál 30 km Doppelverfolgung: 38. Platz 4 × 10 km Staffel: Bronze 50 km Massenstart (klassisch): 29. Platz - Aleš Razým - Milan Šperl 15 km Freistil: 43. Platz | Frauen - Ivana Janečková 10 km Freistil: 32. Platz - Eva Nývltová 10 km Freistil: 55. Platz 15 km Doppelverfolgung: 51. Platz - Kamila Rajdlová 10 km Freistil: 25. Platz 15 km Doppelverfolgung: 23. Platz - Eva Skalníková |

### Skispringen
Männer
- Martin Cikl
- Antonín Hájek
Einzelspringen Normalschanze: 21. Platz
Mannschaftsspringen: 7. Platz
- Lukáš Hlava
Einzelspringen Normalschanze: 38. Platz
Mannschaftsspringen: 7. Platz
- Roman Koudelka
Einzelspringen Normalschanze: 12. Platz
Mannschaftsspringen: 7. Platz
- Jakub Janda
Einzelspringen Normalschanze: 14. Platz
Mannschaftsspringen: 7. Platz

### Snowboard
| Männer - David Bakeš (Snowboardcross) - Michal Novotný (Snowboardcross) - Petr Šindelář (Parallel) | Frauen - Zuzana Doležalová (Parallel) - Šárka Pančochová (Halfpipe) |